# Bebi (vezír)
| b | b | i |

| b | b | i |

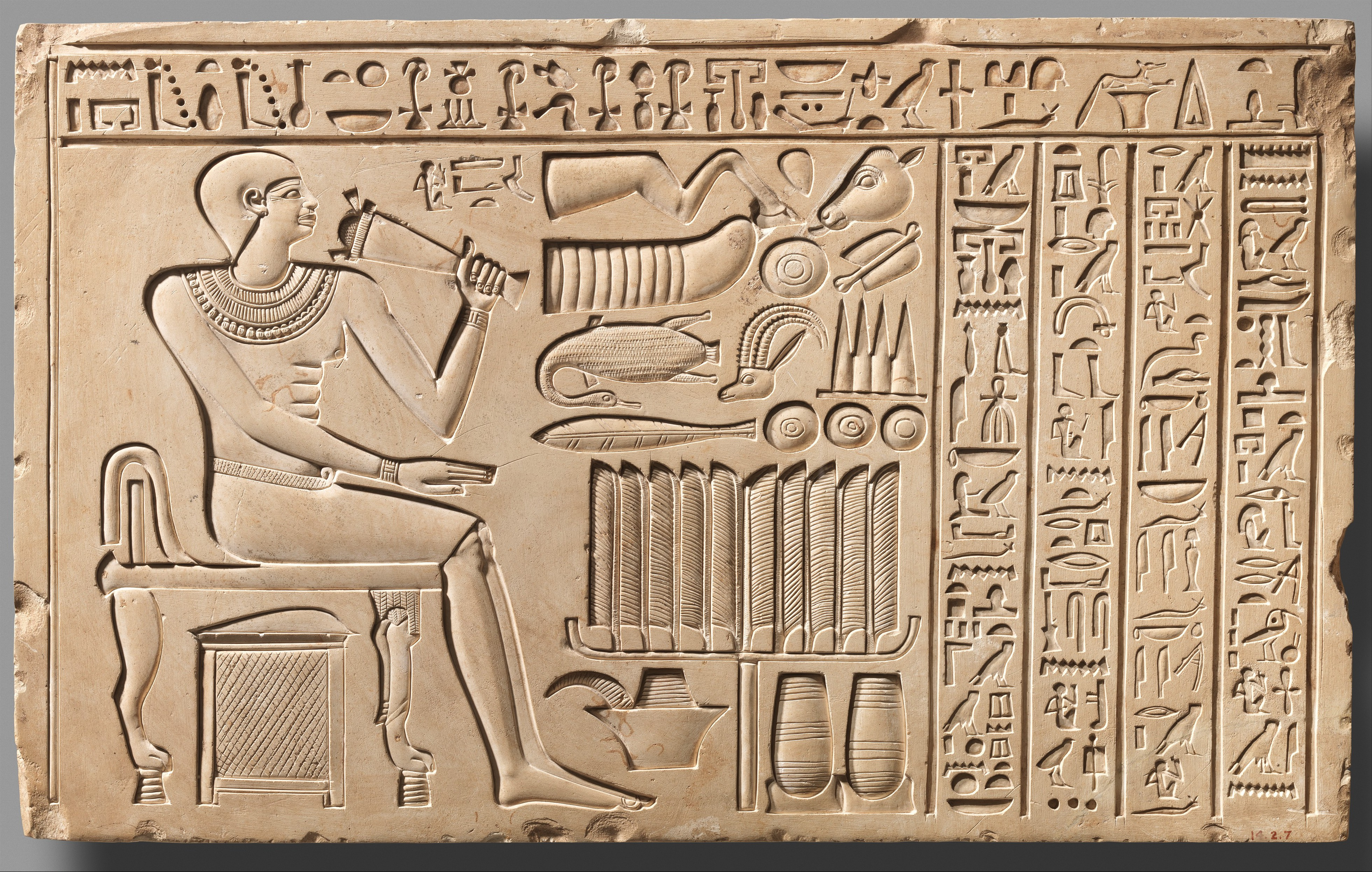
Maati sztéléje Bebi kincstárnok említésével, aki valószínűleg a vezírrel azonos

Bebi ókori egyiptomi vezír volt a XI. dinasztiabeli II. Montuhotep uralkodása idején. Csak egy relieftöredékről ismert, amelyet az uralkodó halotti templomában találtak Deir el-Bahariban. A töredék ma a British Museumban található. Bebi alakja mellett a rövid felirat így szól: a vezír, a zab-tisztségviselő, a függönyhöz tartozó, Bebi. Lehetséges, hogy ő volt az első középbirodalmi vezír. Utódja Dagi volt.
Bebi talán kincstárnokként kezdte pályafutását, egy azonos nevű kincstárnok ugyanis ismert egy Maati nevű, alacsonyabb rangú hivatalnok sztéléjéről, amely jelenleg a Metropolitan Művészeti Múzeumban található (katalógusszám 14.2.7).

## Fordítás
- Ez a szócikk részben vagy egészben  a   Bebi (vizier) című angol Wikipédia-szócikk ezen változatának fordításán alapul.  Az eredeti cikk szerkesztőit annak laptörténete sorolja fel. Ez a jelzés csupán a megfogalmazás eredetét és a szerzői jogokat jelzi, nem szolgál a cikkben szereplő információk forrásmegjelöléseként.